# Samuele Mulattieri
Samuele Mulattieri, né le 7 octobre 2000 à La Spezia, est un footballeur italien qui évolue au poste d'avant-centre à l'US Sassuolo.

## Biographie

### Carrière en club
Issu du centre de formation du Spezia, Mulattieri fait ses débuts professionnels avec le club ligure le 14 avril 2018 lors d'un match nul 1-1 en Serie B, contre Frosinone.
Il rejoint l'Inter Milan à l'été 2018, après la fin de la saison 2017-2018 de Serie B,,.
Lors de la saison 2020-2021, il s'illustre en marquant un total de 18 buts en deuxième division néerlandaise avec le FC Volendam. Il est notamment l'auteur de quatre doublés cette saison là[source insuffisante].
Le 22 août 2021, il se met en évidence en étant l'auteur d'un doublé en Serie B avec le FC Crotone, lors de la réception du club de Côme (score : 2-2)[source insuffisante].

### Carrière en sélection
Convoqué une première fois en équipe d'Italie espoirs en septembre 2021, à la suite du forfait de Roberto Piccoli, faisant ses débuts avec la sélection le 7 septembre 2021, lors d'une victoire 1-0 à domicile contre le Monténégro, comptant pour les éliminatoires du Championnat d'Europe. Il connait sa première sélection en même temps que Gabriele Ferrarini, joueur également originaire de La Spezia.

## Statistiques

### Statistiques détaillées
| Saison                | Club                    | Championnat           | Championnat | Championnat | Championnat | Coupe(s) nationale(s) | Coupe(s) nationale(s) | Coupe(s) nationale(s) | Barrages | Barrages | Barrages | Total | Total | Total |
| Saison                | Club                    | Division              | M.          | B.          | P.d.        | M.                    | B.                    | P.d.                  | M.       | B.       | P.d.     | M.    | B.    | P.d.  |
| 2017-2018             | Spezia Calcio           | Serie B               | 3           | 1           | 0           | -                     | -                     | -                     | -        | -        | -        | 3     | 1     | 0     |
| Sous-total            | Sous-total              | Sous-total            | 3           | 1           | 0           | 0                     | 0                     | 0                     | 0        | 0        | 0        | 3     | 1     | 0     |
| 2020-2021             | FC Volendam (prêt)      | Eerste Divisie        | 30          | 18          | 2           | 1                     | 0                     | 0                     | 1        | 1        | 0        | 32    | 19    | 2     |
| Sous-total            | Sous-total              | Sous-total            | 30          | 18          | 2           | 1                     | 0                     | 0                     | 1        | 1        | 0        | 32    | 19    | 2     |
| 2021-2022             | FC Crotone (prêt)       | Serie B               | 28          | 6           | 0           | 1                     | 1                     | 0                     | -        | -        | -        | 29    | 7     | 0     |
| Sous-total            | Sous-total              | Sous-total            | 28          | 6           | 0           | 1                     | 1                     | 0                     | 0        | 0        | 0        | 29    | 7     | 0     |
| 2022-2023             | Frosinone Calcio (prêt) | Serie B               | 29          | 12          | 4           | 1                     | 0                     | 0                     | -        | -        | -        | 30    | 12    | 4     |
| Sous-total            | Sous-total              | Sous-total            | 29          | 12          | 4           | 1                     | 0                     | 0                     | 0        | 0        | 0        | 30    | 12    | 4     |
| 2023-2024             | US Sassuolo             | Serie A               | 18          | 0           | 0           | 3                     | 2                     | 0                     | -        | -        | -        | 21    | 2     | 0     |
| Sous-total            | Sous-total              | Sous-total            | 18          | 0           | 0           | 3                     | 2                     | 0                     | 0        | 0        | 0        | 21    | 2     | 0     |
| Total sur la carrière | Total sur la carrière   | Total sur la carrière | 108         | 37          | 6           | 6                     | 3                     | 0                     | 1        | 1        | 0        | 115   | 41    | 6     |

## Palmarès

### En club
Frosinone Calcio
- Serie B
  - Champion en 2023